# Гутьеррес де Лара, Бернардо
Хосе́ Берна́рдо Максимилиа́но Гутье́ррес де Ла́ра (исп. José Bernardo Maximiliano Gutiérrez de Lara, 20 августа 1774 — 13 мая 1841) — мексиканский революционер и государственный деятель периода борьбы за независимость.

## Биография
Бернардо Гутьеррес де Лара родился 20 августа 1774 года в селении Ревилья (ныне Нуэва-Сьюдад-Герреро; штат Тамаулипас) в семье Сантьяго Гутьерреса де Лара и Марии Урибе. Женившись на своей кузине Марии Хосефе Урибе, он стал владельцем торговой лавки, кузни и некоторой недвижимости в Ревилье. Смолоду Гутьеррес де Лара был одержим идеей освобождения Мексики от испанского владычества. Вдвоём с Хосе Менчакой они создали группу единомышленников, насчитывавшую два десятка людей, и вооружили её. Кроме того вели среди индейцев пропаганду, призывая их к совместной борьбе с испанцами.
С началом войны за независимость, возглавляемой Мигелем Идальго-и-Костильей, в 1811 году Гутьеррес со своим братом отличились в организации бунта в Нуэво-Сантандере. Был замечен Идальго и направлен в долину реки Рио-Гранде для формирования новых отрядов. Позднее был делегирован инсургентами в Соединённые Штаты Америки, в Вашингтон, чтобы просить поддержки у американского правительства. С этой точки зрения он может рассматриваться как первый мексиканский дипломат в США. Его речь 10 декабря 1811 года была с большим интересом выслушана в Палате представителей, однако, из-за опасений испортить отношения с Испанией, помощь оказана не была. Во время своего присутствия в Вашингтоне Гутьеррес де Лара также встречался с министрами Великобритании, Дании, России и представительством революционной Венесуэлы. Там же, в январе 1812 года, виделся с генералом Альваресом де Толедо, с которым обсуждал планы освобождения Техаса и Мексики. Больше не оглядываясь на государственную поддержку, он решил обратиться к частным методам борьбы.
Вернувшись в Луизиану, в марте 1812 года Гутьеррес познакомился с Уильямом Шалером, специальным агентом США в этом регионе. Остановившись в апреле в луизианском Накитоше, они начали готовить военную экспедицию в Испанский Техас. Возглавить эту операцию Шалер предложил лейтенанту армии США Огастасу Мэги. Собрав небольшой отряд, во многом состоящий из военных авантюристов из США, 8 августа 1812 года их группа пересекла Сабин, вторгнувшись на территорию Техаса. Поначалу успех сопутствовал экспедиции. Им удалось занять несколько городов, отбросив силы роялистов под предводительством Мануэля Марии де Сальседо и Хосе Хоакина де Эрреры. Параллельно была развёрнута кампания по пропаганде. 31 августа в газете The Herald города Алегзандрия размещено воззвание «Республиканцы Накодочес» с призывом добровольцев.
6 апреля 1813 года Гутьеррес провозгласил независимость Техаса от королевства Испания, опубликовал конституцию, отведя себе роль президента-протектора в переходном правительстве. Обеспокоенный подобным развитием событий военный комендант и губернатор Нуэво-Сантандера Хоакин де Арредондо выдвинулся со своим войском для подавления восстания и восстановления порядка. После первых столкновений в стане республиканцев начались трения, и 4 августа Бернардо Гутьеррес был отстранён от власти, его полномочия перешли к Альваресу де Толедо.
Уже 6 августа 1813 года Гутьеррес де Лара с семьёй отбыл в Накитош. Там он примкнул к другому освободительному движению. Участвовал в битве за Новый Орлеан. Поддерживал Франсиско Хавьера Мину в его экспедиции 1817 года, участвовал в экспедициях Джеймса Лонга 1818 и 1819 годов.
Агустин Итурбиде высоко оценил усилия Гутьерреса на пути достижения независимости страны. В 1824 году, после своего возвращения на родину, в Ревиллу, он был избран первым конституционным губернатором штата Тамаулипас. В этой должности он находился до июня 1825 года, в декабре того же года он стал генерал-комендантом восточной части Внутренних провинций. В конце 1826 года ушёл в отставку.
В начале 1840 года вместе с сыном Хосе Анхелем переехал жить в Линарес (штат Нуэво-Леон). В следующем году престарелый Бернардо Гутьеррес отправился посетить дочь, жившую в Сантьяго (штат Нуэво-Леон). В дороге заболел и 13 мая 1841 года скончался в её доме. Похоронен в городской церкви.